# Castello-di-Rostino
Castello-di-Rostino (korsisch Castellu di Rustinu) ist eine französische Gemeinde mit 508 Einwohnern (Stand 1. Januar 2022) im Département Haute-Corse auf der Insel Korsika. Sie gehört zum Arrondissement Corte und zum Kanton Golo-Morosaglia. Die Nachbargemeinden sind Lento im Nordwesten und Norden, Bisinchi im Nordosten und Osten, Ortiporio im Südosten, Morosaglia im Süden, Valle-di-Rostino im Südwesten und Westen sowie Canavaggia im Nordwesten.
Zu Castello-di-Rostino gehört der Weiler Ponte Novu mit der gleichnamigen genuesischen Brücke. Hier ereignete sich 1769 die Schlacht bei Ponte Novu.

## Bevölkerungsentwicklung
| 1962 | 1968 | 1975 | 1982 | 1990 | 1999 | 2006 | 2013 |
| ---- | ---- | ---- | ---- | ---- | ---- | ---- | ---- |
| 303  | 320  | 286  | 274  | 252  | 277  | 343  | 420  |

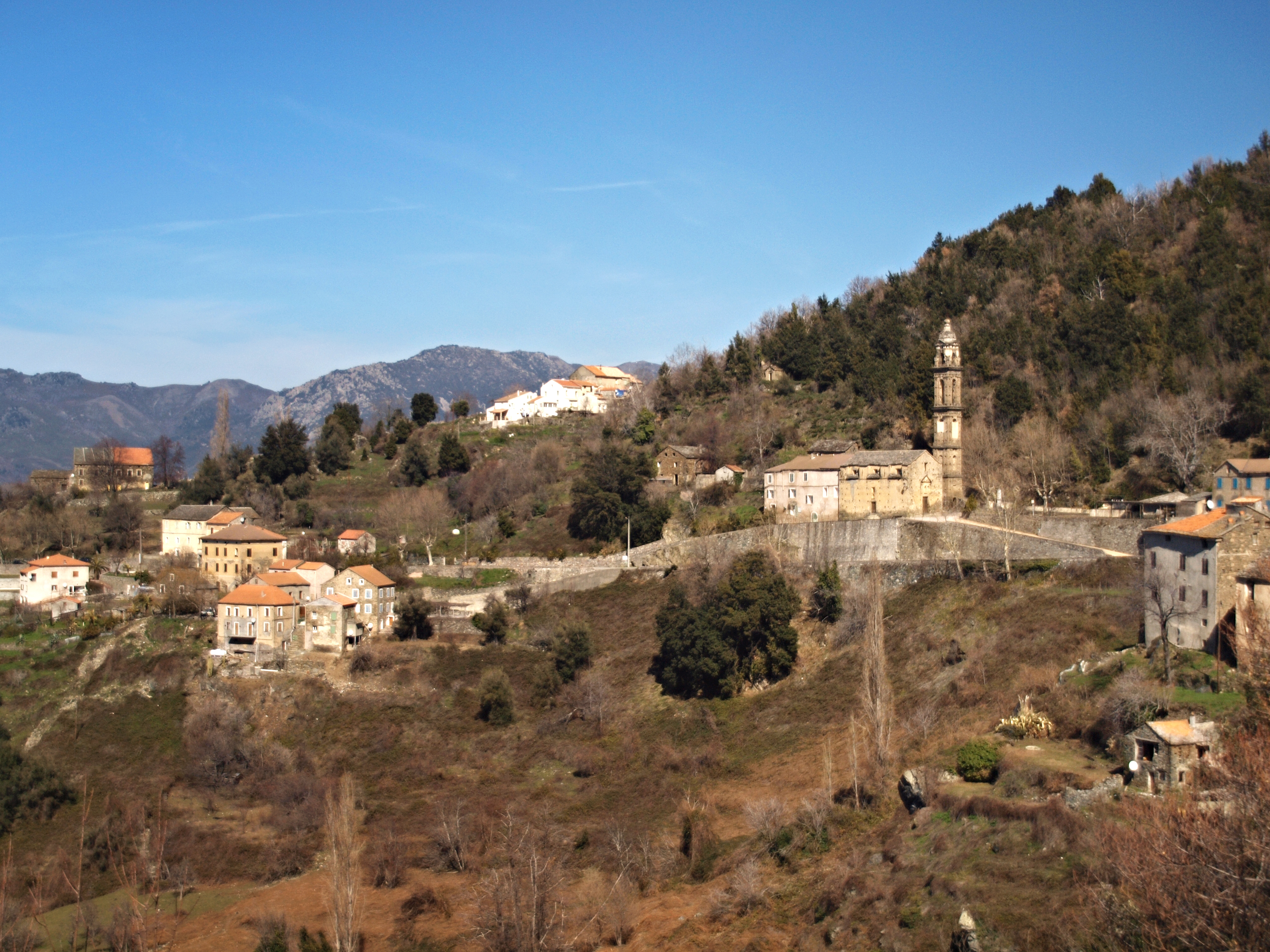
Kirche Sainte-Marie
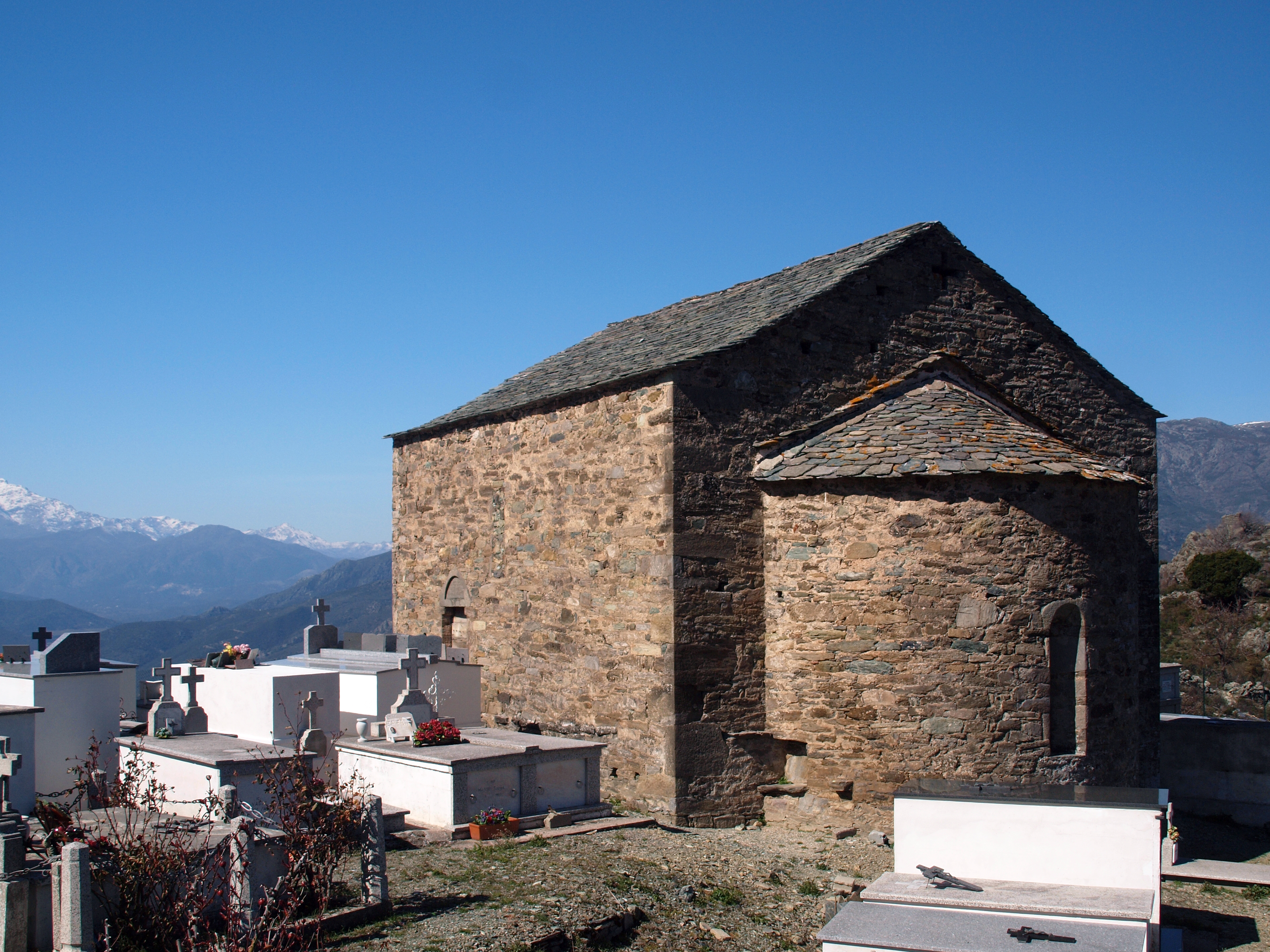
Pfarrkirche Saint-Thomas

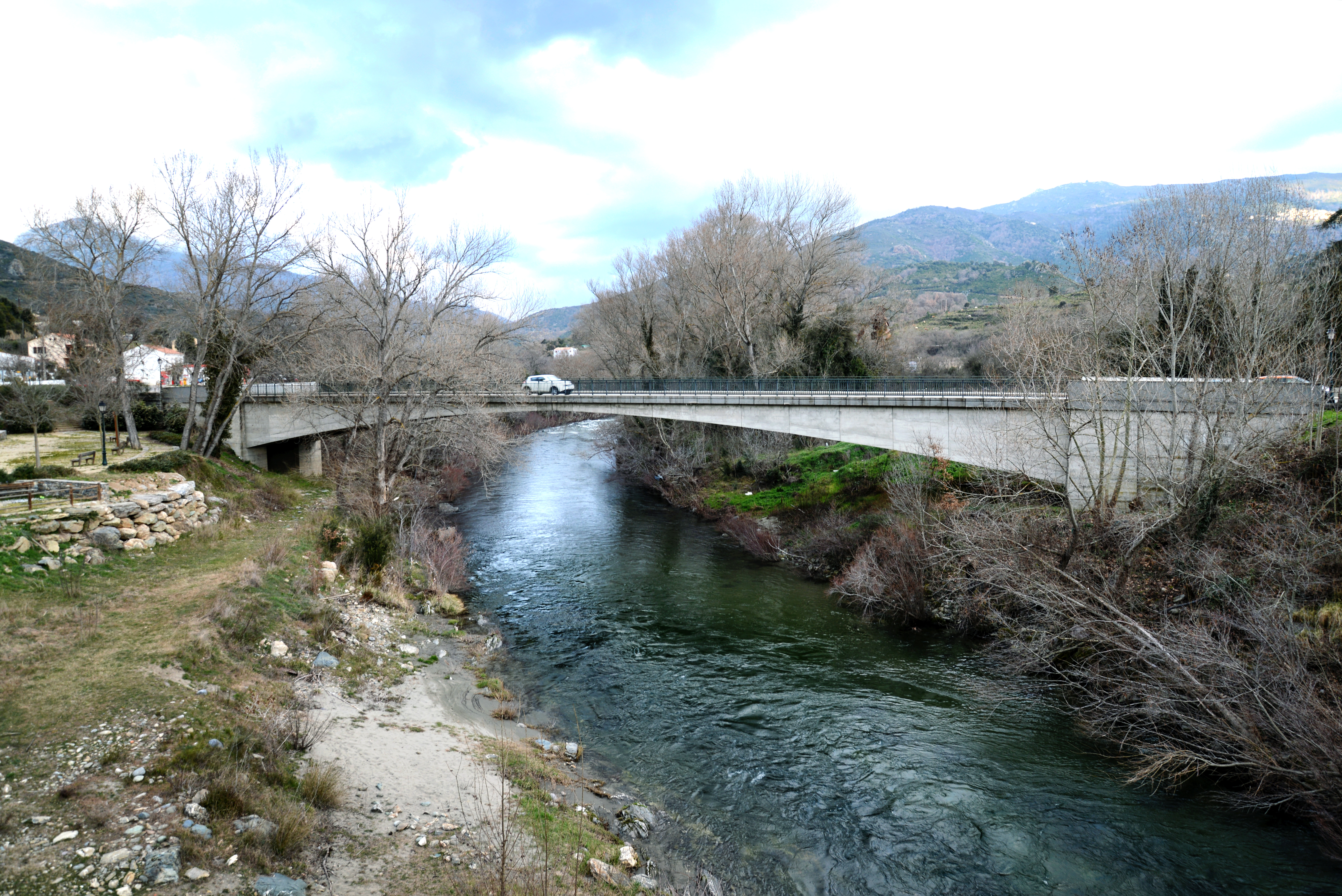
Brücke der Route nationale 193 über den Golo
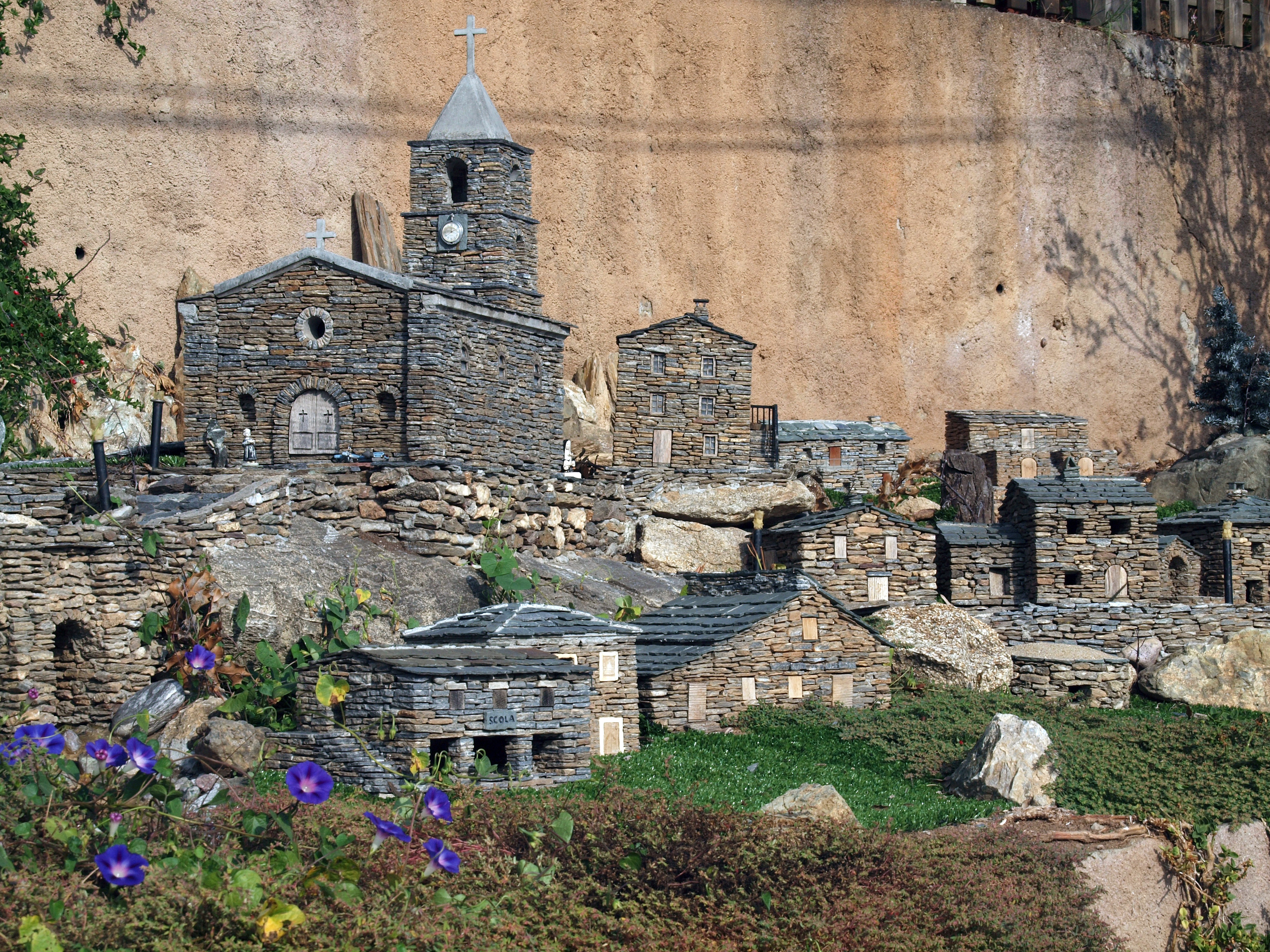
Miniaturdorf Carriolu